# Ludger-Eugène Potvin

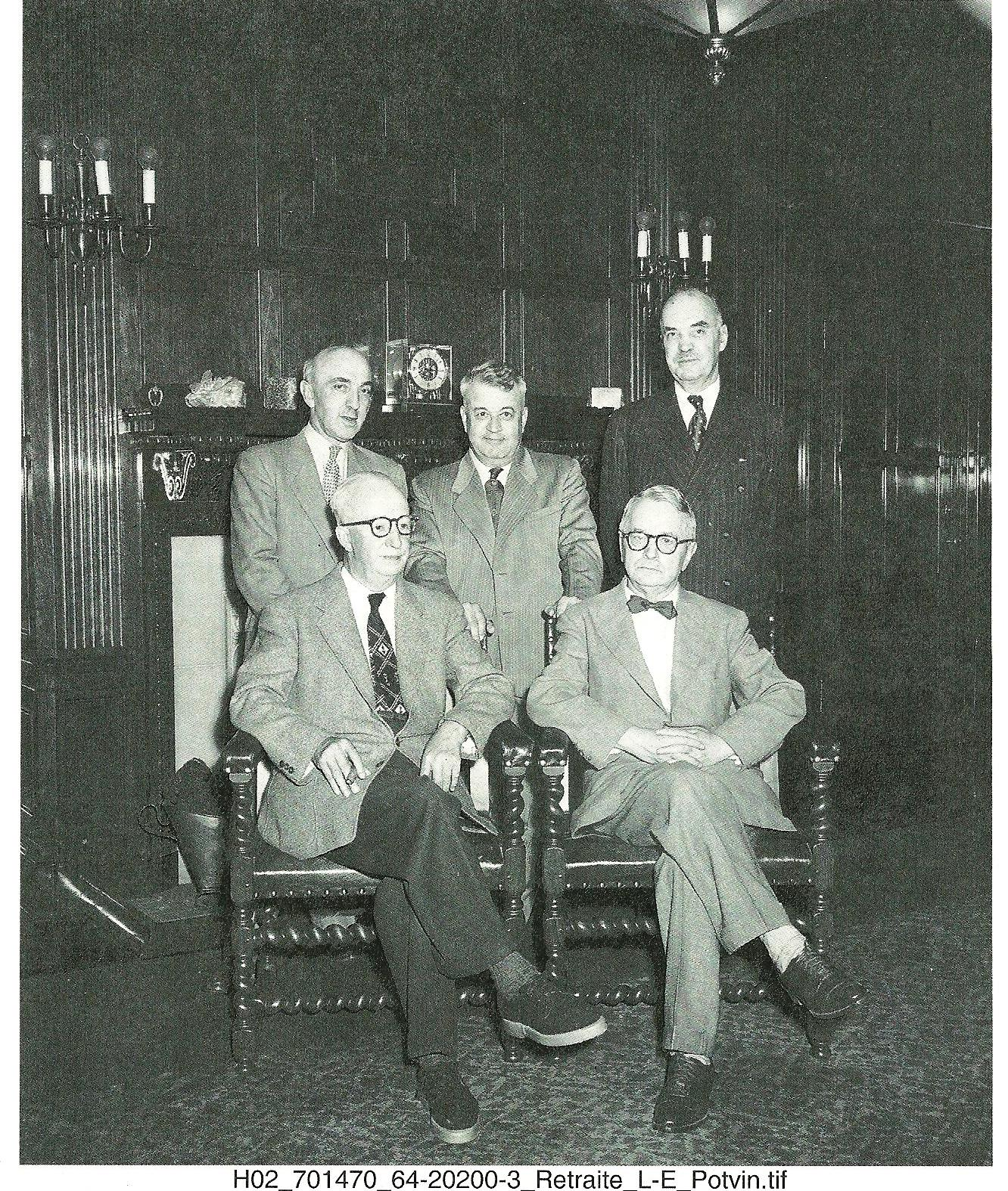
Au moment de sa retraite (en bas à gauche)

Ludger-Eugène Potvin (1885-1969) est un administrateur public québécois. Il a été le deuxième président d'Hydro-Québec, poste qu'il a occupé du 29 juin 1944 au 31 mai 1955.

## Biographie
Il est nommé à la tête d'Hydro-Québec par le gouvernement d'Adélard Godbout deux mois à peine après la fondation de l'entreprise. Il remplace l'ancien ministre libéral Télesphore-Damien Bouchard, un homme au caractère bouillant connu pour ses envolées anti-cléricales. Sous l'administration de Potvin, Hydro-Québec termine l'acquisition de la Montreal Light, Heat and Power (MLH&P), s'engage dans d'importants chantiers de construction, à Beauharnois, dans le Témiscamingue et sur la Côte-Nord afin de satisfaire la demande grandissante en électricité de la ville de Montréal et des régions périphériques du Québec desservies par Hydro-Québec.
Un peu avant son départ, il recommande aux commissaires d'Hydro-Québec de se départir des activités gazières que la société d'État avait acquises lors de la nationalisation des activités de la MLH&P, en 1944. Sa recommandation est adoptée par les cinq commissaires qui dirigent l'entreprise publique québécoise au cours d'une réunion, en février 1955.